# Mamoru Oshii
Mamoru Oshii (押井守 Oshii Mamoru; Ota, 8 de agosto de 1951) é um cineasta, diretor de televisão e escritor japonês. Famoso por sua narrativa filosófica, Oshii dirigiu vários filmes de anime aclamados, incluindo Angel's Egg (1985) e Ghost in the Shell (1995). Ele também detém a distinção de ter criado o primeiro OVA, Dallos (1983). Como escritor, Oshii trabalhou como roteirista e, ocasionalmente, como escritor de mangá e romancista. Seus trabalhos mais notáveis como escritor incluem os mangás Kerberos Panzer Cop (1988-2000) e Ghost in the Shell (1989–1991).
Por seu trabalho, Oshii recebeu e foi indicado a vários prêmios, incluindo a Palma de Ouro e o Leão de Ouro. Ele também atraiu elogios de muitos diretores, incluindo James Cameron e As Wachowskis.

## Biografia
Enquanto estudante, Mamoru Oshii era fascinado pelo filme La Jetée de Chris Marker, bem como pelos filmes de Andrzej Wajda, Jerzy Kawalerowicz, Andrzej Munk e Ingmar Bergman. Em 1976, ele se formou na Escola de Educação de Belas Artes do Departamento de Educação da Universidade de Artes Liberais de Tóquio. No ano seguinte, ele entrou na Tatsunoko Productions e trabalhou em seu primeiro anime como diretor de animação em Ippatsu Kanta-kun. Em 1980, mudou-se para o Studio Pierrot sob a supervisão de seu mentor, Hisayuki Toriumi. Durante a produção das séries de TV Nils no fushigi na tabi ("Wonderful Adventures of Nils") e Kagaku Ninja-Tai Gatchaman II, Oshii conheceu colaboradores de longa data, o escritor Kazunori It & # 333; e o pintor e designer de personagens Yoshitaka Amano. O trabalho de Mamoru Oshii como diretor e artista de storyboard da série animada de TV Urusei Yatsura trouxe-o para os holofotes. Após o sucesso, ele dirigiu dois filmes de Urusei Yatsura: Urusei Yatsura 1: Only You em 1983 e Urusei Yatsura 2: Beautiful Dreamer em 1984. Enquanto o primeiro filme foi adaptado diretamente da série, o segundo filme foi uma grande partida e um início exemplo do estilo contemporâneo de Mamoru Oshii. Desviou-se tanto do mangá original de Rumiko Takahashi, que ela mal aprovou o roteiro.
No meio de seu trabalho com o Studio Pierrot, Oshii assumiu um trabalho independente e dirigiu a primeira série OVA direto para vídeo, Dallos, em 1983. Em 1984, ele deixou o Studio Pierrot e permaneceu independente desde então. Em seguida, ele escreveu e dirigiu Tenshi no Tamago (“Ovo de Anjo”) lançado em 1985, um filme surreal com temas bíblicos apresentando os desenhos de personagens semelhantes a pinturas de Yoshitaka Amano. O produtor do filme, Toshio Suzuki, mais tarde fundou o renomado Studio Ghibli com Hayao Miyazaki e Isao Takahata. Após o lançamento do filme, Miyazaki e Takahata começaram a colaborar com Mamoru Oshii em seu próximo filme, Anchor. O filme foi cancelado nos estágios iniciais de planejamento, quando o trio teve desentendimentos artísticos. Apesar de suas diferenças, Toshio Suzuki e Studio Ghibli ajudariam posteriormente Oshii com sua produção de Innocence.
Em 1995, Mamoru Oshii lançou seu famoso filme cyberpunk de animação, Ghost in the Shell, no Japão, nos Estados Unidos e na Europa simultaneamente. Chegou ao topo das paradas de vídeo da Billboard dos Estados Unidos em 1996. Após um hiato de 5 anos entre dirigir e trabalhar em outros projetos, Oshii voltou a dirigir o tão aguardado filme de ação ao vivo nipo-polonês Avalon, exibido no Festival de Cinema de Cannes em 2001. Seu último filme de animação Inocência: Ghost in the Shell foi selecionado para competir no Festival de Cannes de 2004 para o cobiçado prêmio Palma de Ouro, o primeiro filme de animação desta categoria e apenas o sexto filme de animação exibido em Cannes. O festival descreveu Inocência como um filme em que “o tom político deu lugar a um filosófico, um hino à vida. Além disso, a renderização técnica é muito mais formal, misturando 2D, 3D e computação gráfica. ”
Estilisticamente, os filmes de Mamoru Oshii normalmente seguem um ritmo de exposição lenta em quase silêncio, pontuado por várias sequências de ação rápida. Seu estilo visual é facilmente reconhecível com longos momentos dramáticos de belas imagens em montagens em que geralmente nada de significativo ocorre. Elementos frequentemente repetidos incluem bandos de pássaros (como o diretor de ação de Hong Kong John Woo) e basset hounds semelhantes aos seus. O basset hound foi visto com mais destaque Ghost no Shell 2, e foi um ponto importante da trama em seu filme de ação ao vivo, Avalon.
Oshii é especialmente conhecido por como seu estilo de direção influenciou de maneira única os filmes de Urusei Yatsura, Patlabor e Ghost in the Shell. Em suas formas originais de mangá ou anime, esses três títulos exibiam um clima que era mais comédia pastelão frenética (Urusei Yatsura) ou seriocômico alegre (Patlabor, Ghost in the Shell). Oshii, ao adaptar as obras, criou uma atmosfera nublada mais lenta e cinza, especialmente perceptível em Urusei Yatsura 2: Beautiful Dreamer e Patlabor: The Movie. Para o filme Ghost in the Shell, Oshii optou por deixar de fora o humor e as brincadeiras do personagem do mangá de Masamune Shirow, resultando em uma apresentação que lembra Stanley Kubrick. Ele é membro do "Headgear", um grupo de escritores e artistas de anime / mangá. O grupo foi criado para que todos os criadores pudessem reter todos os direitos autorais de seu trabalho, obter maior publicidade para seu trabalho e vender seu mangá para patrocinadores de anime para a produção do filme. É composto por Oshii, Masami Yûki, Yutaka Izubuchi, Kazunori Ito, Akemi Takada, Kenji Kawai, Naoyuki Yoshinaga, Fumihiko Takayama, Kenji Kamiyama e Miki Tori. Treinado, quando jovem, em um seminário cristão para o sacerdócio no Japão. No entanto, enquanto ele estava lá, algo aconteceu (que ele se recusa a discutir publicamente) que abalou suas inclinações religiosas. Ele permanece fascinado pelo Cristianismo, entretanto, e frequentemente alude à Bíblia em seus filmes. Há algum debate entre seus fãs sobre se A Menina e o Ovo de Anjo (1985) é uma alegoria de sua perda de fé.

## Filmografia selecionada
- 1981: Urusei Yatsura (01 á 102)
- 1983: Dallos
- 1983: Urusei Yatsura: Only You
- 1984: Urusei Yatsura 2: Beautiful Dreamer
- 1985: Angel's Egg (Autor)
- 1986: Jin-Roh: The Red Spectacles (Akai megane)
- 1989: Patlabor 1
- 1990: Maroko
- 1991: Stray Dog: Panzer Kerberos Cops (Keruberosu: Jigoku no banken)
- 1992: Talking Head
- 1993: Patlabor 2 – The Movie
- 1995: Ghost in the Shell
- 1999: Jin-Roh (Autor)
- 2001: Avalon – Spiel um dein Leben
- 2003: killers
- 2004: Ghost in the Shell 2: Innocence
- 2005: Mezame no Hakobune
- 2006: Tachiguishi Retsuden
- 2007: Shin Onna Tachiguishi Retsuden
- 2008: Ghost in the Shell 2.0
- 2008: The Sky Crawlers
- 2009: Assault Girls
- 2010: 28 1/2 Mōsō no Kyojin
- 2010: Je t’aime (curta-metragem)
- 2014: The Next Generation -Patlabor-
- 2014: Garm Wars: The Last Druid
- 2014: Tōkyō Mukokuseki Shōjo
- 2020: Vlad Love